# Tom Bennecke
Tom Bennecke (* 20. Januar 1959 in Braunschweig) ist ein deutscher Funk- und Fusiongitarrist und Komponist.

## Leben und Wirken
Bennecke wuchs in einer Lehrerfamilie auf. In den 1970er Jahren spielte er zunächst in Bluesrockbands und unterhielt ein Trio als Straßenmusiker. Ab 1986 absolvierte er ein Musiklehrerstudium, um dann in Funk- und Soulbands und als Theatermusiker aktiv zu sein. 1992 war er Mitgründer der bis heute aktiven Reggae-Band Whoopee Tayoh, mit der er zwei CDs einspielte. Mit Space Guerilla legte er 1993 eine erste Veröffentlichung unter eigenem Namen vor. Auch war er als Studiomusiker für  Dancing Fantasy aktiv und spielte in der Band von George Bishop.
In der Jazzkantine, mit der er immer wieder auf Tournee ging und zahlreiche Alben vorlegte, fungierte er seit 1994 als Gitarrist und Komponist. Daneben gründete er das Projekt Dub Guerilla und tritt mit anderen Künstlern auf, unter anderem mit der Saxophonistin und Sängerin Catrin Groth.
2012 gründete er an der Musischen Akademie Braunschweig des CJD das Bandprojekt Groovelastics (Groove, Soul, Funk).
Tom Bennecke trat bisher auf über 1000 Konzerten in Deutschland und im Ausland auf.

## Diskographische Hinweise
eigene Projekte
- Space Guerilla (GLM 1993, mit Jürgen Friedrich, George Bishop u. a.)
- Dub Guerilla (Enja 2006, mit Dr. Ring-Ding, Uwe Granitza, Nils Wogram, Papaman u. a.)[9]
- Groth und Bennecke Quintett: Versionauten (2016, mit Catrin Groth, Nils Wogram)[10]

unter anderem Namen
- Dancing Fantasy Moonlight Reflections (1992)
- George Bishop Like a Butterfly (1992), OCLC 725129679
- Thomas Heidelberg Breakheart (1992), OCLC 724965702
- George Bishop Colour Love (1994), OCLC 725015941
- Thomas Heidelberg The Voice Is a Sax (Deutsche Austrophon 1994), OCLC 724965392